# René Allendy
René Félix Eugène Allendy, né le 19 février 1889 à Paris et mort le 12 juillet 1942 à Montpellier, est un médecin, homéopathe et psychanalyste français. 

## Biographie
René Allendy naît le 19 février 1889 à Paris. En novembre 1912 il soutient sa thèse de médecine.
Il sympathise activement avec tous les mouvements d’avant-garde d’entre les deux guerres.
En 1926, il est l'un des douze fondateurs de la Société psychanalytique de Paris. Il compte parmi ses patients René Crevel, Anaïs Nin et son mari Hugo Guiler, Antonin Artaud ou Maurice Sachs. Par ailleurs il s'intéresse aux sciences occultes.
En 1940, il quitte Paris pour Montpellier, en zone libre.
René Allendy meurt le 12 juillet 1942 à Montpellier.

## Publications
- Le Grand-œuvre thérapeutique des alchimistes et les principes de l’homéopathie, Paris, Voile d'Isis, 1920.
- Le Lotus sacré..., Paris, Librairie théosophique, 1920.
- La Table d'émeraude d'Hermès Trismégiste avec les commentaires de l'Hortulain. Préface de J. Charrot et frontispice hors texte commenté par A. M. A. Gédalge, Paris, Voile d'Isis, 1921.
- Le Symbolisme des nombres. Essai d'arithmosophie. Ouvrage orné de 50 gravures, Paris, Libr. générale des sciences occultes, Bibliothèque Chacornac, 1921.
- Les Tempéraments. Essai sur une théorie physiologique des tempéraments et de leurs diathèses, avec applications pratiques à l'hygiène et à la thérapeutique. Précédé d'une étude historique, Mayenne, impr. Charles Colin ; Paris, Vigot frères, éditeurs, 1922.
- La Psychanalyse et les névroses, en collaboration avec René Laforgue, préface de Henri Claude, Payot, 1924[4].
- L'art cinématographique, 1926.
- Le problème de la destinée, étude sur la fatalité intérieure, Paris, Gallimard, 1927, 220 p[4].
- La Psychanalyse, 1931[4].
- La Justice intérieure, Paris, Denoël et Steele, 1931[4].
- Capitalisme et sexualité, 1932.
- Paracelse, le médecin maudit, 1937.
- Rêves expliqués, 1938.
- Le problème sexuel à l'école, Paris, Aubier, 1938.
- Le crime et les perversions instinctives, Paris, 1938.
- Journal d'un médecin malade ou Six mois de lutte avec la mort..., Paris, Denoël, 1941.
- Aristote ou le complexe de trahison, 1942[4].
- Journal d'un médecin malade, 1942.
- L'amour, Paris, Denoël [posthume], 1949[4].
- Les constitutions psychiques, 2002.